# Augustin-César d'Hervilly de Devise
Pour les articles homonymes, voir Hervilly (homonymie).
Augustin-César d'Hervilly de Devise, né à Devise (Somme) le 12 septembre 1688 et mort le 11 octobre 1742 au château de Diéval (Pas de Calais), au cours d'une visite pastorale, est un prélat français, évêque de Boulogne.

## Biographie
Fils de François de Paule d'Hervilly, chevalier, seigneur de Devise, capitaine de cavalerie au régiment d'Hocquincourt, et d'Henriette Louise Michel de La Verine, Il est issu d'une noble famille picarde.
D'Hervilly devient chanoine et archidiacre de Cambrai et prévôt de la collégiale de Lille.
Le 14 septembre 1738, dans l'église de Leschelle (Aisne), paroisse de sa famille, il est sacré évêque de Boulogne, par Monseigneur de La Fare, évêque comte de Laon, en présence des évêques d'Amiens et de Noyon.
La même année, Il devient aussi abbé commendataire de l'abbaye de Valloires. Il a pour secrétaire le chanoine Lesage, fils du célèbre auteur éponyme
Il avait choisi pour grand vicaire l'abbé de Partz de Pressy, chanoine d'Aire, qui lui succéda durant cinquante-sept ans comme évêque de Boulogne, après sa mort survenue subitement au terme de seulement quatre ans d'épiscopat.

### Source
- Eugène Van Drival, Histoire des évêques de Boulogne, Boulogne-sur-Mer, 1852, p. 203-206.